# أندميبة
الأندميبة هو جنس من أميبيات الحركة في فصيلة الأميبيات.